# Pangutaran
Pangutaran (Bayan ng Pangutaran) är en kommun i Filippinerna. Kommunen ligger på ön Suluöarna, och tillhör provinsen Sulu. Folkmängden uppgår till 26 211 invånare.

## Barangayer
Pangutaran är indelat i 16 barangayer.
| - Alu Bunah - Bangkilay - Kawitan - Kehi Niog - Lantong Babag - Lumah Dapdap - Pandan Niog - Panducan | - Panitikan - Patutol - Se-ipang - Simbahan (Pob.) - Suang Bunah - Tonggasang - Tubig Nonok - Tubig Sallang |